# Jean-Mathieu-Philibert Sérurier
Jean-Mathieu Sérurier (Laon, 8 de diciembre de 1742-París, 21 de diciembre de 1819), I conde de Sérurier, fue comandante de división durante la guerra de la Primera Coalición y Mariscal de Francia durante el reinado de Napoleón Bonaparte.
Miembro de la baja nobleza, se enroló en las milicias de Laon en 1755 y combatió en la Guerra de los Siete Años. Pasó al ejército regular como alférez, siendo herido en la batalla de Warburg (31 de julio de 1760). Combatió en la Guerra Fantástica en 1762. En 1779 ascendió a capitán y a mayor diez años después. Tras la Revolución francesa llegó a coronel de regimiento en 1792. Comandante del Ejército de Italia, en 1793 fue nombrado brigadier y en 1794, general de división.
Dirigió una división del ejército de Napoleón durante la campaña italiana, excepto por episodios de enfermedad. Destacó en la batalla de Mondovi (21 de abril de 1796) y el sitio de Mantua (4 de julio de 1796-2 de febrero de 1797). Volvió a luchar en Italia contra la Segunda Coalición en Verona (26 de marzo de 1799), Magnano (5 de abril) y Cassano (27 de abril). Fue capturado en esta última acción y puesto en libertad poco después, apoyando el golpe de Estado del 18 de brumario (9 de noviembre). El 19 de mayo de 1804 fue nombrado mariscal del Imperio, sirviendo luego en el Senado francés y fue ennoblecido por Napoleón. En 1814, cuando el Primer Imperio Francés se derrumbaba, quemó muchas de las banderas de países vencidos que habían capturado los franceses. Fue llamado por sus tropas «Virgen de Italia» por las altas normas de disciplina y moralidad que impuso para impedir a sus tropas y él mismo enriquecerse con el botín del saqueo. Su nombre está escrito en el Arco del Triunfo de París.